# Pelourinho de Viana do Alentejo
O Pelourinho de Viana do Alentejo, de que subsistem fragmentos, localizava-se na atual freguesia de Viana do Alentejo, no município do mesmo nome, distrito de Évora, em Portugal.
O remanescente do Pelourinho encontra-se classificado como Imóvel de Interesse Público desde 1933.

## Descrição
Todo em mármore branco, consiste de um fuste redondo sem capitel e de uma base cúbica. O fuste é em canelado torto do meio para a cima e liso do meio para o baixo, sendo envolto no meio por uma corda. Por esta razão, tem-se notado uma certa semelhança entre este e o Pelourinho de Estremoz.

## História
Foi construído no século XVI, provavelmente no seguimento do novo foral dado por Manuel I de Portugal à vila de Viana do Alentejo em 1517, não sendo claro onde originalmente estivesse chantado. 
No século XX serviu de pilar dum alpendre no Matadouro Municipal. Pelo menos em 1986, senão antes, encontrava-se apeado e arrumado ao muro norte do Castelo de Viana do Alentejo. Foi posteriormente removido para o Estaleiro Municipal  onde ainda se encontrava em 2000. 
Entretanto foi reconstruído e encontra-se presentemente exposto nos antigos Paços do Concelho , à Praça da República.